# 有帆川
有帆川（ありほがわ）は、山口県を流れる二級水系の本流。

## 地理
山口県美祢市伊佐町奥万倉に源を発し、宇部市旧楠町の万倉地区、船木地区を南流。山陽小野田市有帆地区を経て、高泊で周防灘に注ぐ。最上流域の奥万倉地区に天然記念物の万倉の大岩郷がある。

## 由来・歴史
藩政時代の新田開作で海岸線が南下する以前は、有帆の辺りが河口だったようである。近世期には「ぬのめ川」と呼ばれるほど氾濫を繰り返す暴れ川だった。古代には水量豊かで船運も盛んだったようである。川沿いの地域には「神功皇后伝説」にまつわる伝承が数多く伝えられている。

## 主な支川
- 小河内川
- 今富川
- 矢矯川

## 流域の自治体
山口県
美祢市、宇部市、山陽小野田市

## 並行する交通

### 鉄道
1961年まで、有帆川流域に船木鉄道が走っていた。

### 道路
- 宇部伊佐専用道路（日本でもっとも長い私道）